# 约翰·托马斯病征

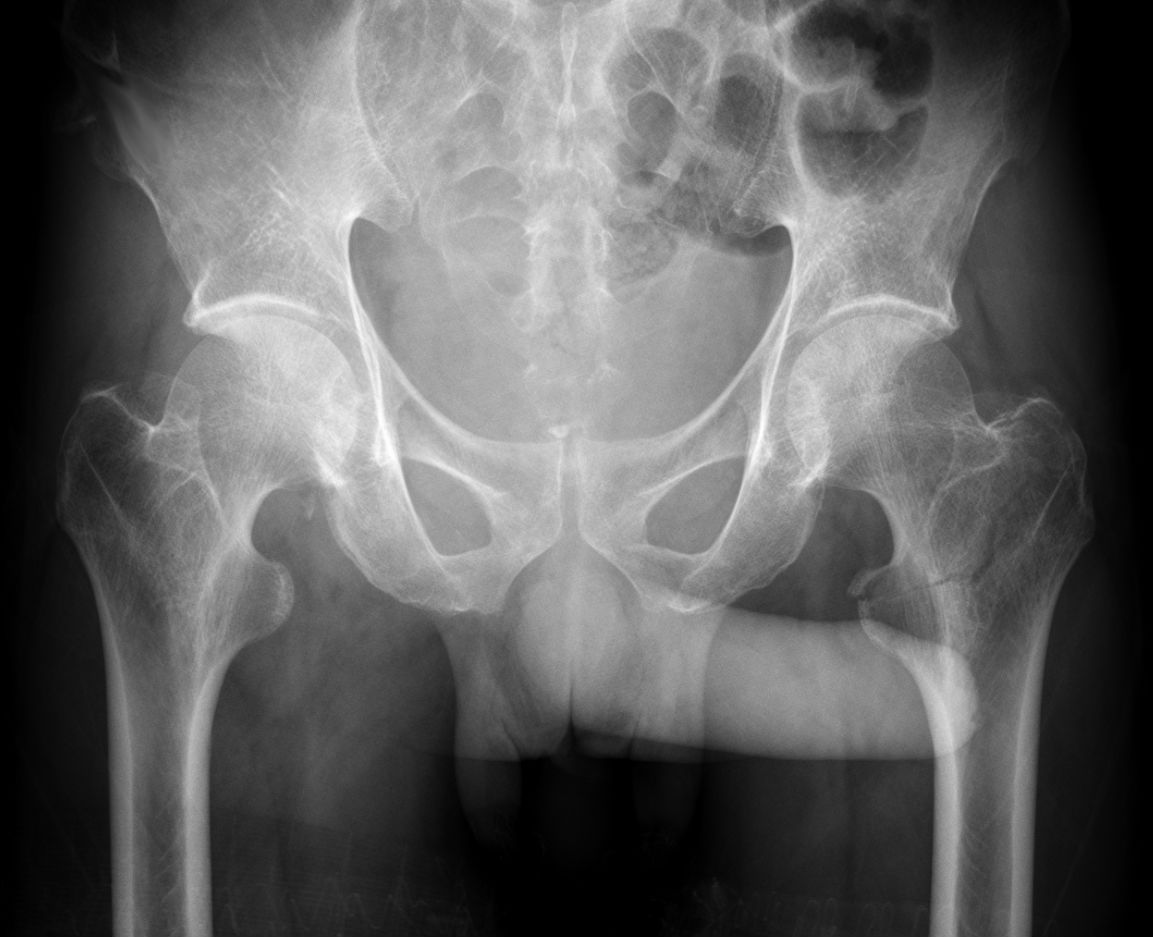
左股骨有斷裂，而陰莖也指向左邊

约翰·托马斯病征（英語：John Thomas sign），或Throckmorton病征，是一个放射学术语，是和陰莖位置有關，可以在骨盆X光的病理學檢查時發現。
當陰莖（在X光中會顯示為陰影）指向有医疗情况（例如骨折）的那一邊，稱為「正约翰·托马斯病征」，若指向另外一邊，則稱為「負约翰·托马斯病征」。

## 註解
1. ↑  John Thomas是英文對陰莖的一個俗語